# Guindilia dissecta
Guindilia dissecta är en kinesträdsväxtart som först beskrevs av Covas & Burk., och fick sitt nu gällande namn av A.T. Hunziker. Guindilia dissecta ingår i släktet Guindilia och familjen kinesträdsväxter. Inga underarter finns listade i Catalogue of Life.